# U-376
Unterseeboot 376 foi um submarino alemão do Tipo VIIC, pertencente a Kriegsmarine que atuou durante a Segunda Guerra Mundial.

## Comandantes
| Comandante                  | Data                                       |
| --------------------------- | ------------------------------------------ |
| Kptlt. Friedrich-Karl Marks | 21 de agosto de 1941 - 13 de abril de 1943 |

## Subordinação
Durante o seu tempo de serviço, esteve subordinado às seguintes flotilhas:
| Período                                      | Flotilha                                   |
| -------------------------------------------- | ------------------------------------------ |
| 21 de agosto de 1941 - 1 de março de 1942    | 6. Unterseebootsflottille (treinamento)    |
| 1 de março de 1942 - 30 de junho de 1942     | 6. Unterseebootsflottille (serviço ativo)  |
| 1 de julho de 1942 - 28 de fevereiro de 1943 | 11. Unterseebootsflottille (serviço ativo) |
| 1 de março de 1943 - 13 de abril de 1943     | 3. Unterseebootsflottille (serviço ativo)  |

## Operações conjuntas de ataque
O U-376 participou das seguinte operações de ataque combinado durante a sua carreira:
- Rudeltaktik Ziethen (23 de março de 1942 - 29 de março de 1942)
- Rudeltaktik Eiswolf (29 de março de 1942 - 31 de março de 1942)
- Rudeltaktik Robbenschlag (7 de abril de 1942 - 14 de abril de 1942)
- Rudeltaktik Blutrausch (15 de abril de 1942 - 19 de abril de 1942)
- Rudeltaktik Strauchritter (29 de abril de 1942 - 5 de maio de 1942)
- Rudeltaktik Eisteufel (1 de julho de 1942 - 4 de julho de 1942)
- Rudeltaktik Eisteufel (6 de julho de 1942 - 12 de julho de 1942)
- Rudeltaktik Boreas (19 de novembro de 1942 - 7 de dezembro de 1942)
- Rudeltaktik Neptun (18 de fevereiro de 1943 - 2 de março de 1943)